# Marcos Novello
Pour les articles homonymes, voir Novello (homonymie).
Marcos Novello, né le 6 février 1976, est un coureur cycliste brésilien.

## Palmarès sur route

### Par année
- 2004
  - Prologue du Tour de Rio de Janeiro
  - 2e du Torneio de Verão
- 2005
  - 3e de la Copa América de Ciclismo
- 2006
  - Prologue du Tour de Santa Catarina
- 2007
  - Classement général du Tour de l'État de Sao Paulo
- 2009
  - 2e du championnat du Brésil du contre-la-montre
  - 3e du Tour du Paraná
- 2015
  - 2e du championnat du Brésil du contre-la-montre
- 2016
  - 2e du championnat du Brésil du contre-la-montre

### Classements mondiaux
| Année            | 2005 | 2006 | 2007 | 2008 | 2009 | 2010 | 2011 | 2012 | 2013 | 2014 | 2015 |
| ---------------- | ---- | ---- | ---- | ---- | ---- | ---- | ---- | ---- | ---- | ---- | ---- |
| UCI America Tour | 104e | 140e | 54e  |      | 63e  |      |      |      |      |      | 370e |

## Palmarès sur piste

### Championnats panaméricains
- Quito 2002
  -  Médaillé d'argent de la poursuite par équipes
  -  Médaillé de bronze du scratch
- Mexico-Tlaxcala 2009
  -  Médaillé d'argent de l'américaine

### Championnats nationaux
- 2019
  - 3e du championnat du Brésil de l'américaine
- 2021
  - 3e du championnat du Brésil de poursuite par équipes